# 2010年贈収賄法
2010年贈収賄法（英：Bribery Act 2010）とは、賄賂に関して定める刑罰法規を内容とするイギリスの制定法である。
数十年にわたる報告書と草案を経て、2009年に女王演説で議会に提出され、2010年4月8日に女王の裁可を受けた。施行は、当初2010年4月の予定だったが、2011年7月1日に変更された。従来の賄賂に関する全ての法令やコモン・ローの条項を廃止し、その代わりに贈賄、収賄、外国公務員に対する贈賄、営利組織の贈賄防止措置の懈怠の罪が規定された。
この法律に規定された犯罪を行った者に対する罰則としては、最高で10年の拘禁刑又は無制限の罰金、そして2002年犯罪収益法（Proceeds of Crime Act 2002）に基づく財産の没収、さらには、1986年会社取締役資格剥奪法（Company Directors Disqualification Act 1986）に基づく取締役資格の剥奪の可能性がある。この法律は、世界主義に近く、犯罪がどこで行われたかを問わず、イギリスに関わりのある個人や会社を起訴することができる。この法律は、「世界で最も過酷な汚職防止法」といわれ、世界の市場で容認されている行為を犯罪化し、イギリスでの事業が競争で不利になるとの懸念が生じている。

## 背景
従来、イギリスの汚職防止に関する法は、1889年公共体の汚職に関する法律（Public Bodies Corrupt Practices Act 1889）、1906年汚職防止法（Prevention of Corruption Act 1906）及び1916年汚職防止法（Prevention of Corruption Act 1916）に基づいており、これらの法律は「矛盾が多く、時代錯誤で不十分」といわれていた。1972年のポールソン事件の後、Salmon Committee on Standards in Public Lifeがこれらの法令を改正し、法典化するよう勧告したが、当時の政府は対応しなかった。同様の提言が、1994年にジョン・メージャーによって設立された公務倫理基準委員会（Committee on Standards in Public Life）の最初の報告書で提起され、内務省は、1997年に原案を作成し、贈収賄及び汚職防止に関する法の範囲拡大について検討した。これに続き、1998年の法律委員会（Law Commission）の報告書「Legislating the Criminal Code: Corruption」が作られた。これらの原案と報告書と同時に、経済協力開発機構（OECD）による批判も強まっていた。OECDは、イギリスが「国際商取引における外国公務員に対する贈賄の防止に関する条約」（OECD外国公務員贈賄防止条約）に批准しているにもかかわらず、贈収賄に関する法律が不十分であると考えていた。
贈収賄法案は、2002年の女王演説で発表されたが、それを検討した協議会によって否決された。2005年、協議会の提言を検討した第2原案が提出され、3月に政府は、「現行法を改正することについては幅広い支持があるが、どのように仕上げるかについての合意が得られていない」と発表した。2009年3月の白書の後、2008年の法律委員会の報告「Reforming Bribery」に基づいた贈収賄法案が女王演説で発表された。2009年にジャック・ストローによって提出され、最初は全政党の支持を得ていたが、ガーディアン紙によると、法案は、保守党の議員による議事妨害の対象となった。これは、提出時の法案がイギリスの産業の競争力を妨げることを心配した英国産業連盟からの圧力によるものであった。
法案は、2010年4月8日に女王の裁可を受けて法律となり、即時に施行される予定だった。しかし、政府は何度か公聴の機会を設け、2011年4月に施行すると発表した。2011年2月現在、法務大臣のケネス・クラークは、この法律の解釈や運用に関する公式のガイダンスを出しておらず、そのガイダンスが提示されてから少なくとも3か月が経過するまで施行しないと述べた。司法大臣は、2011年3月28日にガイダンスを発表した。2011年10月、レッドブリッジ治安判事裁判所事務官が、官公署における違法行為に加え、この法律に基づき有罪判決を受けた最初の人物となった

## 内容

### 一般贈収賄罪
1条から5条は、一般贈収賄罪について規定する。
1条は、関係する職務や活動を不適切に行わせる代わりに、他人に金銭その他の利益を提案し、供与し又は約束する行為を犯罪と定める。2条は、収賄の罪について定め、これは、関係する職務や活動を不適切に行わせる代わりに、金銭その他の利益を要求し、受領し又は受領することに同意することと定義される。「金銭その他の利益」は、この法律では定義されていないが、Scots Law Timesにおいて、Aisha AnwarとGavin Deeproseは、契約や非金銭的な贈り物、雇用の約束のようなものも含まれる可能性があると述べている。「関係する職務や活動」の要件は3条で説明されており、「公共性のあるあらゆる職務」「事業や商売、職業に関わるあらゆる活動」「雇用期間中に行われるあらゆる活動」「法人格の有無に関わらず、団体として又は団体の代表として行う活動」とされる。この規定は、民間事業と公的事業の両方に適用され、イギリス国外で行われた活動や、イギリスと関係のない活動であっても適用される 。付けられている条件は、その職務を行う人が誠実、公平に職務を行うことが期待されているか、または、いくらかの信用がその人の役割に付随しているかどうかである。
4条では、誠実、公平の期待に反したとき、又は信用ある地位にある人に期待されているのと異なる方法で職務が行われたとき、その活動が「不適切」に行われたとみなすと規定している。5条は、何が期待されているかを決める基準は、その地位にある人に対してイギリスにおける通常人が期待するであろうことであると規定している。これを決める際、イギリス国外の法域において違反が行われた場所や地域の慣習は、
それがその法域における成文法を形成していない限り考慮されない（この「成文法」とは、文書にされたあらゆる憲法や制定法、裁判所の見解を意味する）。一般贈収賄罪は、このような利益を単に受領することが、関係する職務や活動を不適切に行うこととなる状況も含んでいる。

### 外国公務員に対する贈賄罪
外国公務員に対する贈賄罪は、6条に規定された独立した犯罪で、OECD外国公務員贈賄防止条約に即している。外国の公務員に対し、直接又は第三者を介して金銭その他の利益を約束し、提案し又は供与する行為は、その利益が合法的に支払われるべきものでない場合、この犯罪に該当する。外国公務員とは、同条4項において、「外国の立法、行政又は司法上の地位を有する者、外国や外国の官公庁のために公的な職務を行うあらゆる者、又は公的な国際機関の職員若しくは事務受託者」とされる。「第三者を介して」という規定には、犯罪成立を回避するために仲介者を用いるということを防ぐ意味が含まれている。ただし、当該外国公務員の国の法律が、公務員が申し出られた利益を受領することを許可しているか要求している場合は犯罪は成立しない。一般贈収賄罪と異なり、結果として公務員により不適切な行為がなされることを要求していない。これが、本法とOECD外国公務員贈賄防止条約との違いである。6条の罪は、贈賄についてのみ規定しており、収賄や賄賂として受け取ることの同意については規定していない。

### 営利組織の贈賄防止措置の懈怠の罪
7条では、営利組織が、代理人等において贈賄をすることを防止するのを怠った場合に関する広範で革新的な罪を創設した。この規定は、全てのイギリスにおいて事業を行う営利組織に適用される。法人故殺（corporate manslaughter）と異なり、組織自体のみに適用されるのではなく、個人や従業員も罪に問われうる。この罪は、厳格責任（無過失責任）の一種であり、いかなる意図や積極的な行為の立証も必要とされない。また、これは代位責任の一種でもあり、賄賂が従業員や代理人、子会社、その他の第三者によってなされたとしても、営利組織は8条に規定された罪に問われることがある。David AaronbergとNichola HigginsによるArchbold Reviewの記事によると、「第三者」の場所は訴追とは関係ない。「したがって、イギリスで小売店を出しているドイツの企業がスペインで賄賂を贈れば、少なくとも理論上、イギリスで訴追される」とされる。7条2項では、営利企業は、贈賄が行われたとき、「組織の関係者がそのような行為をすることを防止するための十分な手続き」を有していたことを立証した場合の抗弁権を有すると規定されている。この法律の注釈によれば、この立証責任は企業側にあり、立証基準は、「蓋然性の比較（balance of probabilities）」に基づく。
法律が施行される3か月前、法務大臣がガイダンスを発表した。ガイダンスには、企業が従うべき6つの原則が示されている。すなわち、「相応の手続き（Proportionate Procedures）、「経営陣のコミットメント（Top-level Commitment）」、「リスク査定（Risk Assessment）」、「デューディリジェンス（Due Diligence）」、「研修を含むコミュニケーション（Communication including training）」及び「監視と再検討（Monitoring & Review）」である。このガイダンスにより示された最終的な結論のひとつは、この厳しい法律が適用されうる全ての営利組織は、このガイダンスを適切に反映した行動規範を策定し、全従業員について確実にそのリスクについて十分精通させ、十分訓練することが必要であるということである。そうすれば、この罪で告発された場合、防御方法として必要とされる「十分な手続き」の証拠を示すことができる。

### 訴追と罰則
10条では、事件の手続きを進める前に、全ての訴追の適切な訴追機関の長による許可を必要としている。これは、司法長官の許可を要求する古い制度からの転換である。11条は罪を犯して有罪となった個人や団体に対する刑罰を規定している。個人が贈収賄罪で有罪となれば、略式起訴犯罪（summary offence）として審理された場合、12月以下の拘禁刑及び5,000ポンド以下の罰金に処されるが、正式起訴された場合は、10年以下の拘禁刑及び無制限の罰金に処される。営利組織の贈賄防止措置の懈怠の罪は、無制限の罰金刑に処される。さらに、有罪となった個人や組織は、2002年犯罪収益法に基づく没収命令を受け、さらに有罪となった会社の取締役は、1986年会社取締役資格剥奪法に基づき資格を剥奪されることもある。

### その他の規定
この法律が適用される範囲について12条に定められている。この法律が適用されるには、イギリス国内で罪を犯すか、イギリス国外において、イギリス国内で行っていれば犯罪を構成するであろう態様で活動した場合でなければならない。後者の場合に訴追するためには、行為者にはイギリスとの「密接な関係」が必要であり、英国市民や居住者、被保護者、イギリスで設立された会社、スコットランドのパートナーシップ等が含まれる。13条は、一般贈収賄罪の唯一の抗弁として、その行為が情報機関や、従軍中における軍隊の適切な職務に必要であった場合を規定している。14条には、一般贈収賄罪を犯した会社の役員や取締役も責任を負うことが定められている。パートナーシップによる犯罪の場合、15条により、その訴追は、構成員ではなくパートナーシップの名で行われる。
16条では、この法律が公務員にも適用されることを規定し、17条では、以前存在した賄賂に関する全てのコモン・ロー及び制定法上の犯罪を廃止し、この法律の条項と入れ替えることを規定している。18条では、この法律がイングランドおよびウェールズ、スコットランド並びに北アイルランドで適用されることを規定している。このような事案では、常にスコットランド議会の個別の承認が必要だが、19条で明示されているとおり、2010年2月11日にスコットランド議会の承認が可決され、スコットランドでも適用されることとなった。

## 評価
この法律は「世界で最も過酷な汚職防止法」と評されており、アメリカ合衆国の連邦海外腐敗行為防止法により定められた基準よりも厳しいものになっている。広範囲にわたって起草され、様々な点で従来の汚職防止法が改良されたにもかかわらず、重大な懸念が生じている。それは主にこの法律がイギリスの産業の国際市場における競争を阻害するという点についてである。David AaronbergとNichola Higginsは、Archbold Reviewにおいて、特に6条は、道徳的に問題があるが法的に許容されるような活動も潜在的に含まれていると述べている。 Aisha AnwarとGavin Deeproseも同様の方向性で、Scots Law Timesにおいて、特に問題のある部分として企業の接待やファシリテーション・ペイメント（facilitation payment）を挙げ、本質的には支払人に対する強請であり、イギリスでは一般的な特徴ではないが、多くの国際的な法域ではごくありふれたものであり、それらは商業の世界では許容されているにもかかわらず、この法律の範囲に入るかもしれないと述べている。